# Desmodium leiocarpum
É uma espécie sul-americana, subarbustiva, com folhas grandes e pilosas. Ocorre na transição entre o campo e a mata, muitas vezes em locais com afloramento de rocha. É uma forrageira muito palatável e, devido ao hábito de crescimento ereto, é eliminada em condições de pastejo contínuo. Dificilmente essa espécie é encontrada em área de pastagem.  Normalmente é encontrada nas margens de rodovia, se associando bem com espécies de baixo porte, mas tolera a competição de Brachiaria spp. e Panicum maximum.
Nome comum: marmelada-de-cavalo
Distribuição e Habitat: ocorre nas áreas próximas a matas e em relevo acidentado. 